# Calentador catalítico
Un calentador catalítico es un calentador  sin llama que se basa en reacciones químicas catalizadas para romper las moléculas y producir calefacción (calor).
Cuando el catalizador, gas natural, y el oxígeno se combinan juntos  ignicionan a temperaturas lo suficientemente bajas, de forma que no se necesita llama. Este proceso se mantiene repetido por sí mismo,  hasta que tanto el oxígeno o la fuente de combustible se sacan de la ecuación.